# 大因加水電站
大因加水電站（英語：Grand Inga Dam）是位於剛果民主共和國因加瀑布的一系列、共七座的水力發電站。如果水壩按計劃建成，這個40-70 GW發電量的項目將超越三峽水電站，成為世界上最大的水電站。

## 概述
剛果河的河水流量巨大，擁有庞大的水力發電潛力。二十世紀70年代和80年代先后建立「因加1」和「因加2」水電站，但因管理、技術和保養不善，導致頻繁的故障，使得兩座水電站的發電量不如預期。聯合國開發計劃署的報告指剛果周邊有9個鄰國，大因加水電站出口的電力可以使周邊廣大地區受益。世界銀行的分析指出，如果大因加水電站按照裝機總量的規模發電，將為非洲提供近40%的電力。

## 位置
大因加水電站距离剛果民主共和國首都和最大城市金夏沙約225公里，位于河流上游。因加瀑布位在這裡，也是已建成的「因加1」和「因加2」水電站的所在地，位於該國最大港口馬塔迪上游約40公里。

## 財政融資
據統計，大因加水壩的總建設費用高達800億美元。 世界銀行、歐洲投資銀行和非洲開發銀行為水壩的可行性和環境影響研究提供了資金。 2016年，世界銀行取消了對大因加水壩項目的支持，因此預計這些發電站將作為公私合作項目開發。